# Jevgenij Plusjenko

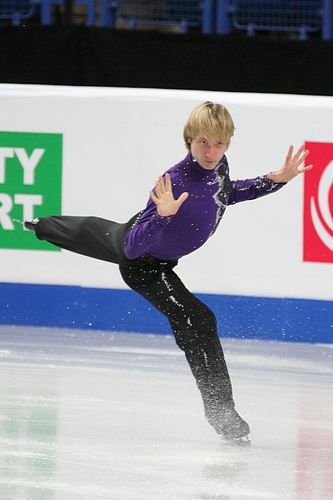
Jevgenij Plusjenko tävlar 2012.

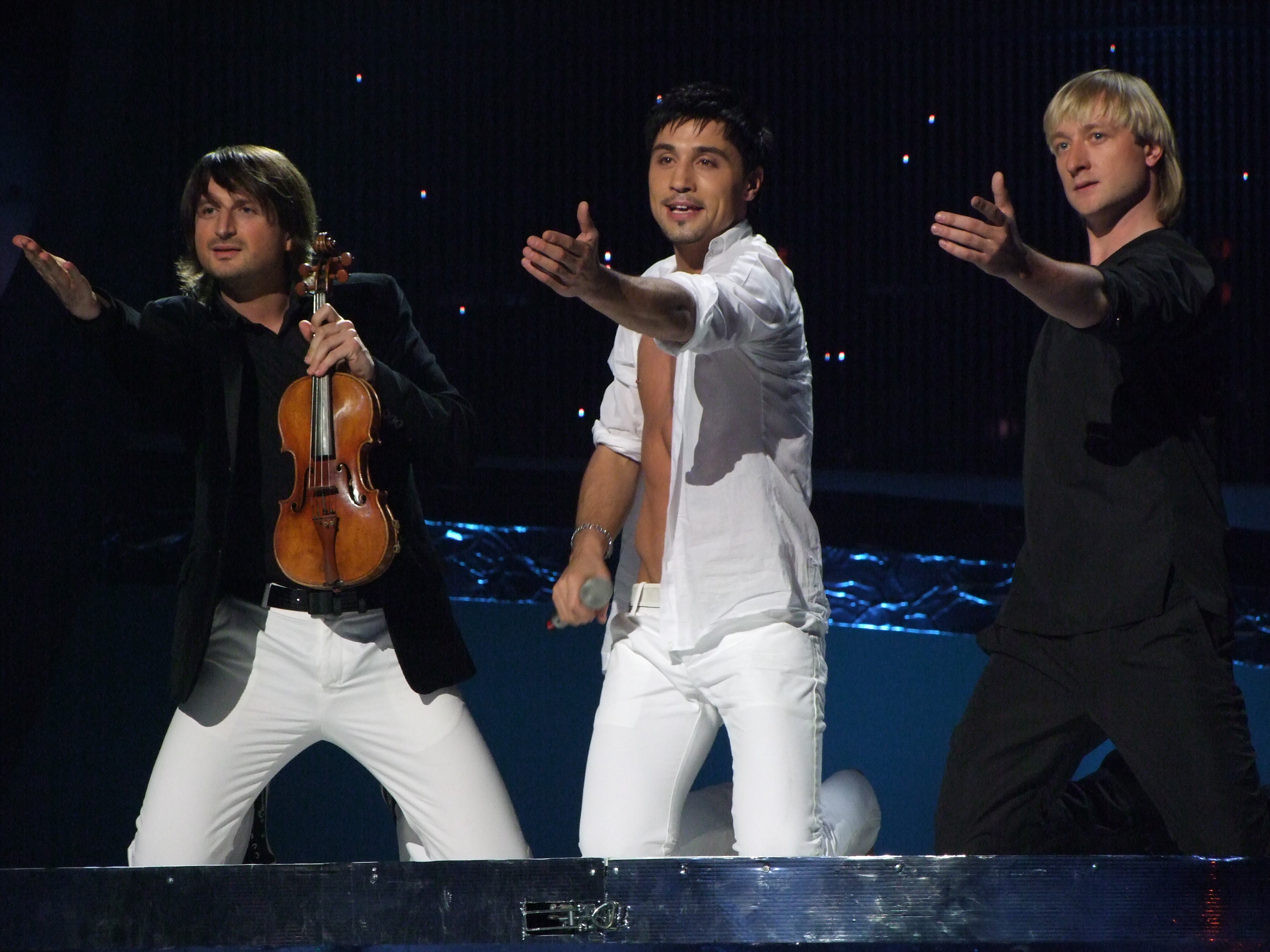
Plusjenko vid Eurovision Song Contest 2008.

Jevgenij Viktorovitj Plusjenko (ryska: Евгений Викторович Плющенко ), född 3 november 1982 Solnetjnyj, Chabarovsk kraj, Ryska SFSR, Sovjetunionen är en rysk konståkare som har tagit två OS-guld och tre världsmästartitlar och är åttafaldig rysk mästare. Vid OS i Sotji 2014 drog sig Plusjenko ur tävlingen och meddelade att hans professionella karriär var över.
Plusjenko föddes i provinsen Chabarovsk i den östligaste delen av Ryssland men växte upp i Volgograd. Han började att åka skridskor som fyraåring när hans mor tog med honom till rinken. När han var elva flyttade han med mamman till dåvarande Leningrad, medan hans far och syster stannade i Volgograd. Han är den första åkare som landat en kvadruppel-trippel-trippelkombination i tävling.
I Eurovision Song Contest 2008 åkte Plusjenko skridskor på scenen som en del av Rysslands bidrag "Believe" med Dima Bilan, som vann tävlingen.
Han gifte sig år 2005 med Maria Ermak. Äktenskapet slutade i skilsmässa och 2009 gifte han om sig med Jana Rudkovskaja.

## Program
| Säsong                        | Kortprogrammet                                                              | Fria programmet | Uppvisning                                                                           |
| ----------------------------- | --------------------------------------------------------------------------- | --- | ------------------------------------------------------------------------------------ |
| 2009-2010                     | Concierto de Aranjuez av Joaquin Rodrigo                                    | Tango Amore av Edvin Marton |                                                                                      |
| 2006-2007 2007-2008 2008-2009 | Deltog inte dessa säsonger                                                  | Deltog inte dessa säsonger | Deltog inte dessa säsonger                                                           |
| 2005-2006                     | Tosca av Giacomo Puccini                                                    | Gudfadern av Nino Rota och Carmine Coppola framfört av Edvin Marton | Tosca av Giacomo Puccini framfört av Edvin Marton                                    |
| 2004-2005                     | Månskenssonaten av Beethoven                                                | Gudfadern av Nino Rota och Carmine Coppola framfört av Edvin Marton | Gudfadern av Nino Rota och Carmine Coppola framfört av Edvin Marton                  |
| 2003-2004                     | Tango Flamenco av Paco de Lucia Nyah av Hans Zimmer                         | Tribute to Wacław Niżyński Art on Ice Magic Stradivarious King of the Forrest av Edvin Marton | Logical Song av Supertramp                                                           |
| 2002-2003                     | Adagio av Tomaso Albinoni och Remo Giazotto                                 | St. Petersburg 300 av Igor Korniliuk | Carmen Suite av Georges Bizet och Rodion Sjtjedrin Only You av The Platters          |
| 2001-2002                     | Earth Song Childhood Billy Jean They Don't Care About Us av Michael Jackson | Carmen av Georges Bizet och Rodion Sjtjedrin Fixe; Eclipse av Cirque du Soleil El Tango de Roxanne från Moulin Rouge! Soundtrack av Mariano Mores La petite fille de la mer av Vangelis Papathanassiou | Carmen Suite av Georges Bizet och Rodion SjtjedrinSex Bomb av Tom Jones och Mousse T |
| 2000-2001                     | Boléro av Maurice Ravel                                                     | Xotica av Rene Dupere Tango från Hasta que te Conoci av Raul Di Blasio Once Upon A Time In America av Ennio Morricone Cotton Club av Duke Ellington Mortal Kombat av George S. Clinton                 | Sex Bomb av Tom Jones och Mousse TPasadena: Maywood lyrics.                          |
| 1999-2000                     | The Sabre Dance av Aram Chatjaturjan                                        | Dark Eyes Ryska folksångar Coachmen Don't Drive the Horse Concierto Madrigal for Two Guitars av Joaquin Rodrigo                                                                                        | Two Step Nadya Ciocarlia                                                             |
| 1998-1999                     | Hava Nagila av flera olika artister                                         | Chronologie 2, 3; Zoolookologie av Jean Michel Jarre | Two Step Nadya Ciocircla                                                             |
| 1997-1998                     | Concierto de Aranjuez & El Gato Montes av Joaquin Rodrigo                   | Chronologie 2, 3; Zoolookologie av Jean Michel Jarre | Chronologie 2, 3 Zoolookologie Enigma                                                |
| 1996-1997                     | Tarantella av Witold Lutosławski Santa Lucia av Luigi Gordigiani            | William Tell Overture Barberaren i Sevilla av Gioacchino Rossini |                                                                                      |
| 1995-1996                     |                                                                             | Don Quijote av Leon Minkus |                                                                                      |

## Fotnoter
1. ↑  Transkriberas till engelska som Evgeni Plushenko eller mer sällan Yevgeny Plyushchenko